# Main-Taunus (huyện)
Main-Taunus là một huyện ở trung bộ Hessen, Đức. Các huyện và thành phố giáp ranh là: Hochtaunuskreis, thành phố Frankfurt, Groß-Gerau (huyện), thành phố Wiesbaden, Rheingau-Taunus.
Huyện này nằm ở phía nam dãy núi Taunus, sông Main tạo thành ranh giới huyện về phía nam.

## Thị xã và đô thị
| Thị xã | Đô thị                                         |
| --- | ---------------------------------------------- |
| 1. Bad Soden 2. Eppstein 3. Eschborn 4. Flörsheim 5. Hattersheim am Main 6. Hochheim 7. Hofheim 8. Kelkheim 9. Schwalbach am Taunus | 1. Kriftel 2. Liederbach am Taunus 3. Sulzbach |